# Alexa Loo
Alexa Loo (* 6. Oktober 1972 in Vancouver) ist eine ehemalige kanadische Snowboarderin. Sie nahm an zwei Olympischen Winterspielen und sechs Snowboard-Weltmeisterschaften teil.

## Werdegang
Loo nahm im März 1996 in Sun Peaks erstmals am Snowboard-Weltcup der FIS teil, wobei sie jeweils den 28. Platz im Riesenslalom und Parallelslalom errang. Bei den Snowboard-Weltmeisterschaften 1999 in Berchtesgaden belegte sie den 46. Platz im Riesenslalom, den 33. Rang im Parallel-Riesenslalom sowie den 31. Platz im Parallelslalom und bei den Snowboard-Weltmeisterschaften 2001 in Madonna di Campiglio den 44. Platz im Parallel-Riesenslalom, den 42. Rang im Parallelslalom und den 26. Platz im Riesenslalom. In der Saison 2001/02 wurde sie kanadische Meisterin im Riesenslalom und erreichte mit Platz sechs im Snowboardcross am Kreischberg ihre erste Top-Zehn-Platzierung im Weltcup. In der folgenden Saison errang sie den 20. Platz im Gesamtweltcup und bei den Snowboard-Weltmeisterschaften 2003 am Kreischberg den 34. Platz im Parallelslalom sowie den 13. Rang im Parallel-Riesenslalom. Im März 2004 siegte sie bei den kanadischen Meisterschaften im Parallel-Riesenslalom und kam bei den Snowboard-Weltmeisterschaften 2005 in Whistler auf den 34. Platz im Parallelslalom sowie auf den 20. Rang im Parallel-Riesenslalom. In der Saison 2005/06 erreichte sie mit vier Top-Zehn-Platzierungen, darunter Platz drei im Parallel-Riesenslalom am Kronplatz den 13. Platz im Parallel-Weltcup. Bei ihrer ersten Teilnahme an Olympischen Winterspielen im Februar 2006 in Turin kam sie auf den 20. Platz im Parallel-Riesenslalom. Im folgenden Jahr belegte sie bei den Weltmeisterschaften in Arosa den 31. Platz im Parallelslalom und den 30. Rang im Parallel-Riesenslalom. 
In der Saison 2008/09 siegte Loo dreimal beim Nor-Am-Cup und gewann damit die Parallel-Wertung. Zudem erreichte sie im Weltcup mit zwei Platzierungen unter den ersten Zehn, darunter Platz drei im Parallel-Riesenslalom im Sunday River, den 14. Platz im Parallel-Weltcup. Beim Saisonhöhepunkt, den Snowboard-Weltmeisterschaften 2009 in Gangwon, wurde sie Zwölfte im Parallel-Riesenslalom und Achte im Parallelslalom. In der Saison 2009/10 erreichte sie mit Platz zwei im Parallel-Riesenslalom am Kreischberg ihr bestes Ergebnis im Weltcup und absolvierte in La Molina ihren 130. und damit letzten Weltcup, welchen sie auf dem achten Platz im Parallel-Riesenslalom beendete. Bei den Olympischen Winterspielen 2010 in Vancouver errang sie den 12. Platz im Parallel-Riesenslalom. Zum Saisonende siegte sie bei den kanadischen Meisterschaften im Parallel-Riesenslalom und belegte abschließend den 18. Platz im Parallel-Weltcup.

## Teilnahmen an Weltmeisterschaften und Olympischen Winterspielen

### Olympische Winterspiele
- 2006 Turin: 20. Platz Parallel-Riesenslalom
- 2010 Vancouver: 12. Platz Parallel-Riesenslalom

### Snowboard-Weltmeisterschaften
- 1999 Berchtesgaden: 31. Platz Parallelslalom, 33. Platz Parallel-Riesenslalom, 46. Platz Riesenslalom
- 2001 Madonna di Campiglio: 26. Platz Riesenslalom, 42. Platz Parallelslalom, 44. Platz Parallel-Riesenslalom
- 2003 Kreischberg: 13. Platz Parallel-Riesenslalom, 34. Platz Parallelslalom
- 2005 Whistler: 20. Platz Parallel-Riesenslalom, 34. Platz Parallelslalom
- 2007 Arosa: 30. Platz Parallel-Riesenslalom, 31. Platz Parallelslalom
- 2009 Gangwon: 8. Platz Parallelslalom, 12. Platz Parallel-Riesenslalom

## Weltcup-Gesamtplatzierungen
| Saison    | Gesamt | Gesamt | Parallel | Parallel |
| Saison    | Punkte | Platz  | Punkte   | Platz    |
| --------- | ------ | ------ | -------- | -------- |
| 1995/96   | 36     | 46.    | -        | -        |
| 1996/97   | 14     | 127.   | -        | -        |
| 1997/98   | 1      | 127.   | -        | -        |
| 1998/99   | 106    | 65.    | -        | -        |
| 1999/2000 | 50     | 84.    | -        | -        |
| 2001/02   | 86     | 27.    | -        | -        |
| 2002/03   | 73     | 20.    | 1012     | 31.      |
| 2003/04   | -      | -      | 1116     | 30.      |
| 2004/05   | -      | -      | 1061     | 31.      |
| 2005/06   | 2146   | 37.    | 2146     | 13.      |
| 2006/07   | 1168   | 49.    | 1168     | 25.      |
| 2007/08   | 1450   | 46.    | 1450     | 23.      |
| 2008/09   | 1835   | 35.    | 1835     | 14.      |
| 2009/10   | 1630   | 33.    | 1630     | 18.      |